# أنخيل بيريز
أنخيل بيريز (بالإسبانية: Ángel Pérez García)‏ (16 أكتوبر 1957 مدريد إسبانيا - 17 أكتوبر 2019) هو لاعب كرة قدم إسباني يلعب كمدافع.

## روابط خارجية
- أنخيل بيريز على موقع قاعدة بيانات كرة القدم.إي يو (الإنجليزية)
- أنخيل بيريز على موقع عالم كرة القدم.نت (الإنجليزية)